# 全敏書
全敏書（韓語：전민서，2003年5月20日—），韓國女演員。 

## 演出作品

### 電視劇
- 2007年：MBC《蘿蔔泡菜》
- 2008年：MBC《綜合醫院2》飾演 孔珠
- 2009年：MBC《做得好 做的妙》飾演 李星
- 2009年：SBS《妻子回來了》飾演 尹多茵
- 2010年：SBS《人生多美麗》飾演 金秀娜
- 2010年：SBS《壞男人》飾演 朴小丹
- 2010年：SBS《媽媽的慾望》飾演 申朵莉（幼年）
- 2011年：MBC《我的公主》飾演 李雪（幼年）
- 2011年：MBC《階伯》飾演 恩古（幼年）
- 2011年：TV朝鮮《拯救高奉實歐巴桑》
- 2012年：SBS《屋塔房王世子》飾演 朴荷/芙蓉（幼年）
- 2012年：MBC《想你》飾演 韓雅林（幼年）
- 2013年：SBS《我戀愛的一切》飾演 宋寶梨
- 2013年：KBS《總理與我》飾演 權娜羅
- 2014年：KBS《布穀鳥巢》飾演 李素蘿
- 2014年：MBN《天國的眼淚》飾演 尹次瑩（幼年）
- 2016年：tvN《吹笛子的男人》飾演 呂明河（幼年）
- 2018年：TV朝鮮《大君－繪製愛情》飾演 安淡妃
- 2018年：JTBC《我的ID是江南美人》飾演 姜美來（青年）

### 電影
- 2007年：《姐姐出發了》
- 2008年：《急速醜聞》
- 2009年：《清潭菩薩》
- 2011年：《最終兵器：弓》飾演 子仁（幼年）
- 2011年：《鬥魂》飾演 尹宥利
- 2013年：《溫暖的再見》飾演 夏恩

## 獲獎
- 2009年：MBC演技大賞－童星獎

## 外部連結
- NAVER（页面存档备份，存于）